# Seututie 863
Pour les articles homonymes, voir Route 863.
La route régionale 863 (finnois : Seututie 863) est une route régionale allant de Taivalkoski jusqu'à Posio en Finlande,,.

## Présentation
La seututie 863 est une route régionale d'Ostrobotnie du Nord.